# Ituzaingó (Montevideo)
Ituzaingó es un barrio de la ciudad de Montevideo.
Dentro de Ituzaingó se destacan el Centro Comunal Zonal 11, el Santuario de Santa Rita ze Casia, la Seccional 16 de la Jefatura de Policía de Montevide y los liceos Nº 13, 57 y 65.